# Просветление (буддизм)
Просветление — устоявшийся в западной традиции перевод абстрактного существительного бодхи (пали bodhi, санскр. बोधि), знание, мудрость или пробуждённый ум Будды. Корень слова будх означает «пробудиться» и его буквальное значение ближе к «пробуждению». Хотя термин буддхи также используется в других индийских философиях и традициях, он наиболее распространён в контексте буддизма. Термин «просветление» был популяризирован в западном мире в XIX веке благодаря переводам Макса Мюллера. В западном понимании это постижение трансцендентальной истины или реальности.
Это слово также применяют для перевода других буддийских терминов и понятий, которые используют для обозначения (первоначального) интуитивного постижения (праджня на санскрите, ву в китайском языке, кеншо и сатори в японском языке); знания (видья); «угасания» (нирвана) беспокоящих эмоций и желаний и обретения последующей свободы или освобождения (вимукти); и достижения высшего состояния Будды (пали samyak sam bodhi), примером которого является Гаутама Будда.
В чём именно состояло пробуждение Будды, неизвестно. Возможно, оно было связано с осознанием того, что освобождение достижимо путём сочетания осознанности и дхьяны для понимания возникновения и прекращения жажды. Связь между дхьяной и постижением является главной проблемой в изучении буддизма и одной из основ буддийской практики.
В западном мире концепция (духовного) просвещения приобрела романтическое значение. Оно стало синонимом самореализации, истинного и ложного я, и рассматривается как реальная суть, скрытая социальной условностью.

## Этимология
Бодхи, санскр. बोधि  «пробуждение» «совершенное знание» или мудрость, обретя которое человек становится санскр. बुद्ध буддой или санскр. जिन  джиной, архатом  с просветлённым умом.
Это абстрактное существительное, образованное от глагольного корня *budh- санскр. बुध пробудиться, узнать», «проснуться», «прийти в сознание» (после обморока), «наблюдать», внимать», «быть внимательным».
Оно соответствует глаголам буджхати (пали bujjhati) и бодхати (санскр. बोदति), «стать или быть осознанным, воспринимать, учиться, знать, понимать, пробуждать» или будхьяте (санскрит).
Существительное женского рода *budh- (санскр. बुद्धि), буддхи, «предвидение, интуиция, восприятие, точка зрения».

## Перевод
Роберт С. Коэн отмечает, что в большинстве английских книг по буддизму термин «просветление» используется для перевода термина бодхи. Корень буд, от которого происходят и бодхи, и Будда, означает «пробудиться» или «прийти в сознание». Коэн отмечает, что бодхи — это не результат просветления, а путь осознания или достижение понимания. Термин «просветление» ориентирован на событие, тогда как термин «пробуждение» связан с процессом.
В начале XIX века бодхи было переведено как «ум» (англ. intelligence). Термин «просветление» появился в 1835 году в английском переводе французской статьи, то время как согласно данным Оксфордского словаря английского языка впервые термин «просветление» был документально использован в журнале Азиатского общества Бенгалии в  феврале 1836 г. В 1857 году термин «просветлённый» был употреблён по отношению к Будде в короткой статье в «Таймс», которая была перепечатана в следующем году Максом Мюллером. После этого использование термина прекратилось, но было возобновлено в публикации Макса Мюллера, в которую вошла перепечатка из статьи «Таймс» . В 1969 году книга была переведена на немецкий язык, в ней употреблялся термин нем. der Erleuchtete. Макс Мюллер был эссенциалистом, который верил в естественную религию и рассматривал её как неотъемлемую способность людей. «Просветление» означало средство познания естественных религиозных истин, в отличие от чистой мифологии.
К середине 1870-х годов стало принято называть Будду «просветлённым», а к концу 1880 гг. термины «просветлённый» и «просветление» в английской литературе стали преобладающими.

## Родственные термины

### Интуитивное постижение

#### Бодхи
Бодхи (санскрит, пали), от корня budd, «пробуждаться», «понимать», означает буквально «пробудиться и понять». Согласно Йоханнесу Бронкхорсту, Тилману Веттеру и К. Р. Норману,  значение термина бодхи поначалу не уточнялось. По словам Нормана:
Не совсем понятно, что значит «бодхи». Мы привыкли к переводу «просветление», но это вводит в заблуждение... Не ясно, к чему пробудился Будда, или в какой конкретный момент произошло пробуждение.
Согласно Норману, бодхи, возможно, означало знание того, что ниббана была достигнута благодаря практике дхьяны. Первоначально могла быть упомянута только «праджня» и Тилман Веттер даже приходит к выводу, что изначально освобождающей считалась сама дхьяна, с ощущением удовольствия или боли в четвертой стадии, а не с обретением какой-то совершенной мудрости или интуитивного постижения. Гомбрич также утверждает, что акцент на интуитивное постижение появился позднее.
В буддизме Тхеравады бодхи относится к реализации четырёх стадий просветления и становлению арахантом. Это высшее понимание и реализация четырёх благородных истин, которое ведёт к освобождению. По словам Ньянатилока:
(через Бодхи) достигается пробуждение ума от сна или оцепенения (вызванного) загрязнениями (клешами) и постижение четырёх благородных истин (сачча).
Это приравнивание бодхи четырём благородным истинам является более поздней реакцией в ответ на события в индийской религиозной мысли, где для освобождения считалось необходимым «интуитивное постижение». Четыре благородные истины как освобождающее прозрение Будды в конечном итоге были вытеснены пратитья-самутпадой, двенадцатеричной цепью причинности, а ещё позже анаттой, пустотой самости.
В буддизме Махаяны бодхи приравнено к праджне, проникновению в природу будды, шуньяту и таковость. Это равносильно реализации недвойственности абсолютного и относительного.

#### Праджня
В буддизме Тхеравады панья (пали) означает «понимание», «мудрость», «интуитивное постижение». Интуитивное постижение эквивалентно випассане, пониманию трёх признаков существования, а именно: анитьи, дуккхи и анатты. Интуитивное прозрение ведёт к четырём стадиям просветления и нирване.

#### У
У (кит. 悟) это китайский термин, обозначающий первоначальное интуитивное постижение.

#### Кэнсё и сатори
Кэнсё и сатори — японские термины, используемые в традиции дзен. Кэнсё означает «видеть истинную природу». Кэн — «видение», сё — «природа», «сущность», в данном случае природу Будды. Термины сатори и кэнсё часто взаимозаменямы, но сатори относится к переживанию кэнсё. Традиция Риндзай рассматривает кэнсё как значимое для достижения состояния будды, но считает, что для этого необходима дальнейшая практика.
Восточно-азиатский (китайский) буддизм подчеркивает интуитивное постижение природы Будды. Этот термин происходит от индийской идеи о «татхагата-гарбхе», «вместилище Так Приходящего» (Будды), врожденного потенциала каждого живого существа стать Буддой. Эта идея была интегрирована с алая-виджняной Йогачары и получила дальнейшее развитие в китайском буддизме, который соединил индийский буддизм с традиционной китайской мыслью. Природа Будды стала означать как потенциал пробуждения, так и всю реальность, динамическое взаимопроникновение абсолютного и относительного. В таком контексте пробуждённый осознаёт, что наблюдатель и наблюдаемый не отдельные, но взаимозависимые сущности.

### Знание
Термин видья используется по контрасту с авидьей, который означает невежество или отсутствие знания, привязывающие нас к сансаре. Маха саччака сутта МН 36 описывает три вида знания, которые обрёл Будда:
1. Воспоминание о своих прошлых жизнях.
2. Прозрение в то, как действует карма и происходит перерождение.
3. Постижение четырёх благородных истин.

### Свобода
Вимукти или мокша означает «свобода», «освобождение», «избавление». Иногда проводится различие между чето-вимукти, «освобождением ума», и панья-вимукти, «освобождением через понимание». Буддийская традиция признает два вида чето-вимукти, один временный и один постоянный, последний эквивалентен панья-вимукти.
Йогачара использует термин ашрайа параврити, «преобразование основы».

### Нирвана
Нирвана или ниббана — это «задувание», «погашение» беспокоящих эмоций, то же самое, что освобождение. Термин «просветление» в качестве перевода «нирваны» был популяризирован в XIX веке, отчасти благодаря усилиям Макса Мюллера, который последовательно использовал его в своих работах.

## Пробуждение Будды

### Буддовость
Считается, что будды бывают трёх типов:
- Архат (пали arahant) — те, кто достигает нирваны, следуя учениям Будды[41]. Иногда для обозначения такого типа пробуждённого человека используется термин «савакабудда[англ.]» (пали sāvakabuddha);
- Пратьекабудда (пали paccekabuddha) — те, кто достигает нирваны через самореализацию без помощи духовных наставников и учителей, но не учит дхарме других[41];
- Самьяксамбуддха (пали samma sambuddha), или просто Будда, — тот, кто достиг нирваны своими собственными усилиями и мудростью и умело обучает других[41].

Говорят, что Сиддхартха Гаутама, известный как Будда, достиг полного пробуждения самьяксамбодхи (пали sammāsaṃbodhi), «совершенного состояния будды», или ануттара-самьяк-санбодхи, «высшего совершенного пробуждения».
Термин «будда» в разных буддийских традициях трактуется по-разному. Эквивалентом является Татхагата, «так ушедший».

### Пробуждение Будды

#### Канонические данные
В Сутта-питаке, буддийском каноне, сохранившемся в традиции Тхеравады, есть тексты, повествующие о том, как Будда достиг освобождения.
В Ариьяпарийесана сутте МН 26 рассказывается о том, что не удовлетворившись учениями Алары Каламы и Уддаки Рамапутты, Будда отправился бродить по стране Магадхов, а затем нашёл «приятную местность», где и достиг ниббаны.
В Ванапаттха-сутте МН 17 Будда описывает свою жизнь в джунглях и достижение пробуждения. Маха саччака сутта МН 36 повествует об аскетических практиках, от которых он отказался. Обе сутры говорят о том, как, уничтожив помехи ума и достигнув концентрации, он обрёл три знания (видья).
Одно из обретённых знаний, понимание четырёх благородных истин, здесь называется пробуждением. Монах (бхиккху) «... достиг недостижимой высшей защиты от порабощения/зависимости». Пробуждение также описывается как синоним нирваны, исчезновение страстей, прекращение страдания и перерождений. Появляется интуитивное прозрение, что это освобождение несомненно: «Знание возникло во мне и прозрение: моя свобода несомненна, это моё последнее рождение, не будет больше перерождений».

#### Критическая оценка
Шмитхаузен отмечает, что упоминание четырёх благородных истин, составляющих «освобождающее интуитивное прозрение», которое достигается после овладения рупа дхьяной, является более поздним дополнением к таким текстам, как МН 36. Бронкхорст отмечает, что:
В рассказах, упоминающих четыре благородные истины, была совершенно другая концепция процесса освобождения, чем та, которая описывает четыре дхьяны и уничтожение ядов.
Это ставит под сомнение достоверность таких описаний и связь между дхьяной и интуитивным прозрением, которая является основной проблемой в изучении раннего буддизма. Возможно, изначально использовался термин праджня, который был заменён на четыре истины в тех текстах, где «освобождающему интуитивному прозрению» предшествовали четыре дхьяны.

## Понимание бодхи и состояния будды
Термин бодхи приобрел различные значения и коннотации по мере развития мысли в различных буддийских школах.

### Ранний буддизм
В раннем буддизме термин бодхи был синонимом нирваны, используя лишь некоторые разные метафоры для описания интуитивного прозрения, что подразумевало исчезновение лобха (жадность), доса (ненависть) и моха (заблуждение).

### Тхеравада
В буддизме Тхеравады бодхи и нирвана имеют одно и то же значение: освобождение от жадности, ненависти и заблуждения. Бодхи относится к достижению четырёх стадий просветления и становлению арахантом. Достижение полного пробуждения эквивалентно достижению нирваны, что является конечной целью Тхеравады и других традиций шраваков. Это предполагает сбрасывание 10 оков и прекращение дуккхи или страдания. Полное пробуждение достигается в четыре этапа. По словам Ньянатилока:
(Через бодхи) человек пробуждается из дремоты или ступора (причиненного разуму) загрязнениями и постигает четыре благородные истины
С 1980-х годов западные учителя, ориентированные на Тхераваду, начали ставить под вопрос первичность интуитивного постижения. Согласно Тханиссаро бхикку, дхьяна и випассана (прозрение) образуют комплексную практику. Такие ученые, как Веттер и Бронкхорст, утверждают, что входящие в состав благородного восьмеричного пути правильные усилия, осознанность и дхьяна представляют собой единую методику, в которой дхьяна является осуществлением интуитивного постижения, ведущего к пробуждению «ясного и нереагирующего» сознания.

### Махаяна
В Махаяне бодхи это осознание неразделимости сансары и нирваны и единства субъекта и объекта. Это похоже на праджня, на реализацию природы Будды, осознание шуньяты и таковости. Со временем просветление Будды стало пониматься как немедленное полное пробуждение и освобождение, а не интуитивное постижение и уверенность в пути достижения просветления. Однако в некоторых дзенских традициях это совершенство вновь обретало релятивизм; согласно одному современному мастеру дзен, «Будда Шакьямуни и Бодхидхарма все еще практикуют».
Махаяна различает три вида просветлённых существ: 
1. Арахат — освобождение для себя;
2. Бодхисаттва — освобождение всех живых существ;
3. Полное состояние Будды .

Различные школы Махаяны имеют собственные трактовки этих понятий. В буддизме Махаяны идеалом является бодхисаттва. Его конечная цель не только собственное просветление до состояния будды, но и освобождение всех живых существ. Буддизм Махаяны имеет развитую космологию с множеством будд и бодхисаттв, которые помогают людям на пути к освобождению.
Нитирэн рассматривает состояние Будды как совершенную свободу, обретя которую человек пробуждается к вечной и окончательной истине, являющейся реальностью всех вещей. Это высшее состояние жизни характеризуется безграничной мудростью и бесконечным состраданием. Лотосовая Сутра показывает, что состояние Будды — это потенциал, который есть в жизни у всех существ.

#### Природа Будды
В учениях о Татхагатагарбхе доктрина бодхи становится эквивалентной универсальному, естественному и чистому состоянию ума:
Бодхи — это конечная цель жизни Бодхисаттвы [...] Бодхи — это чистое универсальное и непосредственное познание, которое распространяется на все времена, на все вселенные, на всех существ и элементы, обусловленные и не обусловленные. Оно абсолютно и идентично Реальности и поэтому является Татхата. Бодхи свободно от загрязнений и концепций, и, не являясь внешним объектом, не может быть понято дискурсивной мыслью. Оно не имеет ни начала, ни середины, ни конца и оно неделимо. Это недуальность (адвайам) [...] Единственный возможный способ его постижения — через йогическое самадхи.
Согласно этим доктринам, бодхи всегда присутствует в уме, но требует устранения загрязнений. Это видение изложено в таких текстах, как Шурангама Сутра и Уттаратантра .
В  Сингоне также считается, что уму присуще состояние бодхи. Это естественное и чистое состояние ума, в котором не делается различий между воспринимающим субъектом и воспринимаемыми объектами. Это также понимание бодхи в буддизме Йогачара. Чтобы достичь этого видения недвойственности, необходимо осознать собственный ум.

#### Упорядочение различных терминов и понятий в буддизме Ваджраяны
В ходе развития буддизма Махаяны постоянно возникали различные направления мысли относительно бодхи. Буддистский комментатор Ваджраяны Буддхагухья трактует различные термины как синонимы. Например, он определяет пустоту (шуньята) как таковость (татхата) и говорит, что таковость — это внутренняя природа (свабхава) ума, которая есть просветление (бодхичитта).

## Западное понимание просветления
В западном мире концепция просветления приобрела романтическое значение. Оно стал синонимом самореализации и истинного Я, расцениваемое как действительная сущность, скрытая социальной обусловленностью.

### Просветление как «Aufklärung»
Использование западного слова «просветление» основано на предполагаемом сходстве бодхи с Aufklärung, предполагающем независимое использование разума для интуитивного постижения истинной природы нашего мира. На самом деле здесь больше сходства с романтизмом: акцент сделан на чувствах, на интуитивном понимании, на истинной сущности за пределами мира явлений.

### Пробуждение
Эквивалентный термин «пробуждение» также использовался в христианском контексте, а именно в ривайвелизме. Историки и богословы выделяют три или четыре волны возросшего религиозного энтузиазма между началом XVIII века и концом XIX века. Каждое из этих «великих пробуждений» характеризовалось широким распространением духовного возрождения во главе с евангелическими протестантскими служителями, резким ростом интереса к религии, глубоким чувством убеждённости и искупления среди вовлечённых, ростом численности членов евангельских церквей и формированием новых религиозных движений и конфессий.

### Романтизм и трансцендентализм
Романтическая идея просветления как интуитивного проникновения в вечную трансцендентную реальность была популяризирована, особенно Д. Т. Судзуки. Дальнейшая популяризация была обусловлена трудами Генриха Дюмулена. Дюмулен рассматривал метафизику как выражение трансцендентной истины, которая, по его словам, была отражена буддизмом Махаяны, но не прагматическим анализом древнейшего буддизма, в котором подчеркивается анатта.

### Просветление и опыт
Понятие «опыт просветления» является общим в западной культуре. Это понятие можно проследить до Уильяма Джеймса, который использовал термин «религиозный опыт» в своей книге «Многообразие религиозного опыта». Уэйн Праудфут проследил корни понятия «религиозный опыт» до немецкого богослова Фридриха Шлейермахера (1768–1834), который утверждал, что религия основана на чувстве бесконечности. Шлейермахер использовал понятие «религиозный опыт» для защиты религии от нарастающей научной и светской критики.
Термин был популяризирован трансценденталистами и экспортирован в Азию миссионерами. Трансцендентализм развился как реакция против рационализма XVIII века, философии сенсуализма Джона Локка и предопределённости кальвинизма Новой Англии. Его базовыми источниками были такие тексты как Веды, Упанишады и Бхагавадгита, различные религии и немецкий идеализм. Он был принят многими исследователями религии, из которых самым был влиятельным Уильям Джеймс.
Понятие «опыт» подверглось критике. Роберт Шарф отмечает, что «опыт» является типичным западным термином, который проник в азиатскую религиозность под влиянием Запада.
Понятие «опыт» вводит ложное толкование двойственности между «переживающим» и «переживаемым», тогда как суть кеншо заключается в реализации «недвойственности» наблюдателя и наблюдаемого. «Чистый опыт» не существует; весь опыт опосредован интеллектуальной и познавательной деятельностью. Учения и практики конкретной традиции могут даже определять, какой именно «опыт» имеется, что означает, что этот «опыт» является не доказательством, а результатом учения. Чистое сознание без понятий, достигаемое путем «очищения дверей восприятия», как считает романтический поэт Уильям Блейк, было бы, по мнению Мора, ошеломляющим хаосом чувственных импульсов, лишённым связности.

## День бодхи
Пробуждение Шакьямуни отмечается в День Бодхи . В Шри-Ланке и Японии он празднуется в разные дни. Согласно традиции Тхеравады в Шри-Ланке, Шакьямуни достиг состояния будды в майское полнолуние. В этот день празднуется Весак. По традиции Дзен Будда достиг своего окончательного просветления 8 декабря. Это событие отмечается в дзенских монастырях интенсивной восьмидневным сэссином Рохацу.